# Pangpajung
Pangpajung is een bestuurslaag in het regentschap Bangkalan van de provincie Oost-Java, Indonesië. Pangpajung telt 2177 inwoners (volkstelling 2010).